# Pelegrinatge cristià

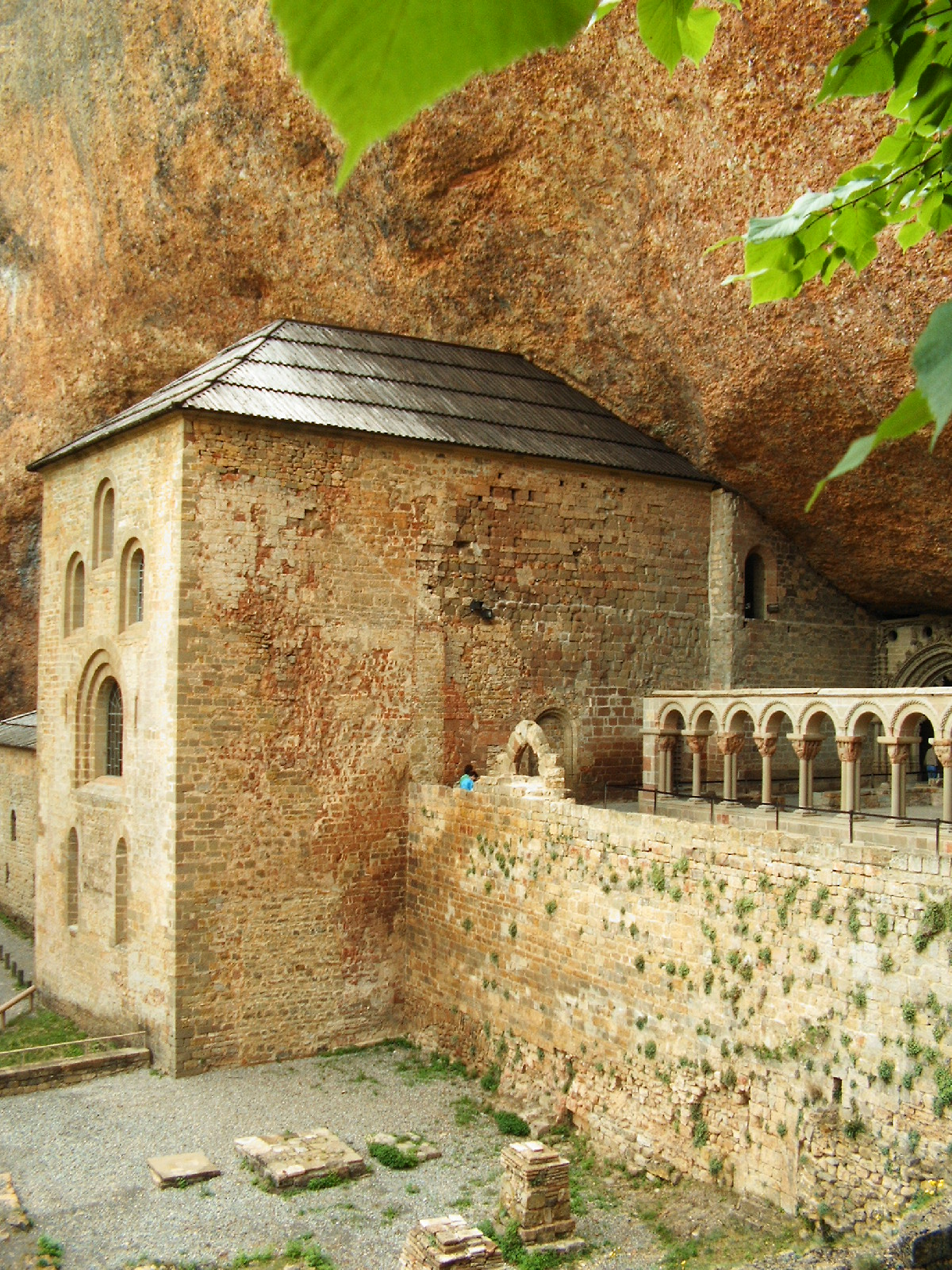
El Camí de Sant Jaume (el Camino de Santiago), és el pelegrinatge a la Catedral de Santiago de Compostel·la on segons la llegenda es conserven les restes de l'apòstol, Jaume el Major. La ruta va ser declarada la primera Ruta Cultural europea pel Consell d'Europa l'octubre 1987; i va ser declarat per la UNESCO com un dels Llocs del Patrimoni Mundial el 1993.

El cristianisme té una forta tradició de pelegrinatges, tant als llocs que figuren al Nou Testament —especialment Terra Santa— com a d'altres indrets, associats amb miracles o sants més tardans.

## Terra Santa
Les primeres peregrinacions es van fer a llocs relacionats amb el Ministeri de Jesús. A part del primer exemple d'Orígenes, que «a la recerca del rastre de Jesús, els deixebles i els profetes», contrastant els fets descrits amb la tradició local va buscar la ubicació real de la legió de porcs de Gadarene a mitjans del segle iii, hi ha descripcions de peregrinacions cristianes a Terra Santa i Jerusalem des del segle iv. L'Itinerarium Burdigalense (Itinerari de Burdígala) és el relat d'un itinerari de peregrinació cristià més antic que s'ha conservat, va ser escrit per l'anònim "Pelegrí de Bordeus" i recull les etapes d'una peregrinació a Jerusalem en els anys 333 i 334.
El pelegrinatge va ser impulsat per pares de l'església com Jeroni d'Estridó i portat a la pràctica per Helena, la mare de Constantí el Gran. Els pelegrinatges també van començar a Roma i altres llocs associats amb els Apòstols, Sants i màrtirs cristians, així com a llocs on hi ha hagut aparicions de la Mare de Déu. El pelegrinatge a Roma esdevingué una destinació comuna pels pelegrins de tot el Cristianisme Occidental durant el període medieval, i els llocs importants van ser llistats en la guia de viatge com la Mirabilia Urbis Romae del segle xii.
Al segle vii, Terra Santa va caure en mans de les conquestes musulmanes, i mentre pelegrinatge a la Terra Santa esdevenia més difícil pels Cristians europeus, es van desenvolupar altres llocs de pelegrinatge a l'Europa Occidental, sobretot Santiago de Compostel·la en el segle ix.
Les relacions polítiques entre els califats musulmans i els regnes cristians d'Europa van quedar en un estat de treva suspesa, permetent la continuació de pelegrinatges cristians en terres controlades pels musulmans, menys en alguns moments, com quan el califa Al-Hàkim va ordenar la destrucció de l'Església del Sant Sepulcre, només perquè el seu successor el pogués reconstruir. En aquest moment els turcs selúcides van començar a interrompre sistemàticament les rutes de peregrinació cristiana, un dels motius que portaria a les futures croades.
Les croades al principi van ser un èxit, els Estats croats, especialment el regne de Jerusalem, van garantir un accés segur a Terra Santa als pelegrins cristians durant el segle xii, però més endavant van ser un fracàs i Terra Santa va ser enterament reconquerida per la Dinastia aiúbida al final del segle xiii. Sota l'Imperi Otomà viatjar a Palestina va tornar a ser restringit i perillós. Els pelegrinatges moderns a Terra Santa han rebut un impuls a partir dels estudis d'Ernest Renan, que va explicar els seus vint-i-quatre dies viscuts a Palestina en el seu llibre Vie de Jésus (1863).

## Roma
Roma ha estat un important lloc de pelegrinatge cristià des de l'Edat Mitjana. Les peregrinacions a Roma poden implicar visites a un gran nombre de llocs, tant a la ciutat del Vaticà com al territori italià. Un punt de parada popular és l'escala de Pilat, que segons la tradició cristians són els passos que va fer Ponç Pilat fins al pretori de Jerusalem, on Jesucrist va viure el judici durant la seva passió. Les escales van ser traslladades a Roma per santa Helena al segle iv. Durant segles, la Santa Escala ha atret els pelegrins cristians que volien honrar la Passió de Jesús. També són objecte de peregrinació també diverses catacumbes construïdes a l'època romana, on els cristians van resar, van enterrar els seus morts i van viure el culte durant períodes de persecució, així com diverses esglésies (entre elles San Luigi dei Francesi i Santa Maria dell'Anima), o esglésies associades a ordres religioses concretes, com les esglésies dels jesuïtes de Jesús i Sant Ignasi. Tradicionalment, els pelegrins de Roma visiten les set esglésies de pelegrinatge de Roma en 24 hores. Aquest costum, obligatori per a cada pelegrí a l'edat mitjana, va ser codificat al segle xvi per sant Felip Neri. Les set esglésies són les quatre grans Basíliques (Basílica de Sant Pere, Sant Pau Extramurs, Sant Joan del Laterà i Basílica de Santa Maria Major). Les altres tres són la basílica paleocristiana de Sant Llorenç extramurs, la basílica fundada per la mare de constantí, amb fragments de la creu de Jesús que es diu Santa Creu de Jerusalem i la basílica construïda a la Via Àpia, sobre les Catacumbes de Sant Sebastià, que es diu Sant Sebastià extramurs.

## Santiago de Compostel·la
En algun moment entre el 818 i el 842, durant el regnat d'Alfons II d'Astúries, el bisbe Théodemar d'Iria (mort el 847) va afirmar haver trobat algunes restes atribuïdes a Jaume el Major. Al voltant del lloc del descobriment va sorgir un nou assentament i centre de peregrinació, que va ser conegut per l'autor Usuard el 865 i que es va anomenar Compostel·la al segle x.
El culte a Santiago de Compostel·la va ser només un dels molts que es van produir al nord de la península Ibèrica durant els segles x i xi, ja que els governants van encoratjar els seus propis cultes a la regió, com ara santa Eulàlia de Mèrida a Oviedo i sant Emilià de la Cogolla a Castella. Després que el centre del poder polític asturià es traslladés d'Oviedo a León el 910, Compostel·la esdevingué políticament més rellevant i diversos reis de Galícia i de Lleó van ser aclamats pels nobles gallecs i coronats i ungits pel bisbe local de la catedral, entre ells Ordoni IV de Lleó el 958, Beremund II el 982, i Alfons VII de Lleó el 1111, quan Compostela es va convertir en capital del Regne de Galícia. Més tard, els reis del segle xii també van ser sepultats a la catedral, com Ferran II de Lleó i Alfons IX de Lleó, els últims reis de Lleó i Galícia abans que tots dos regnes s'unissin al Regne de Castella.
Segons alguns autors, cap a la meitat del segle xi l'indret ja s'havia convertit en un lloc de peregrinació paneuropeu, mentre que altres sostenen que el culte a Sant Jaume abans dels segles xi i xii era un assumpte fonamentalment gallec, recolzat pels reis asturians i lleonesos per guanyar-se les lleialtats gallegues. Sant Jaume es convertiria en el curs del segle següent en el principal santuari catòlic, només després de Roma i Jerusalem. Al segle xii, sota l'impuls del bisbe Diego Xelmírez, Compostel·la es va convertir en un arquebisbat, i va atreure una gran població d'arreu. Sota la regla d'aquest prelat, els habitants de la ciutat es van rebel·lar, encapçalats pel consell local, començant una tradició secular d'enfrontament per part de la gent de la ciutat, que lluitava per l'autogovern, contra el bisbe local, que era el senyor que tenia el poder secular i jurisdiccional de la ciutat i del seu feu, per l'anomenada Terra de Sant Jaume. El moment culminant d'aquesta confrontació va arribar al segle xiv, quan el nou prelat, el francès Berenguel de Landoria, va executar traïdorament als consellers de la ciutat al seu castell d'A Rocha Forte, després de convidar-los per xerrar.

## Santuaris marians

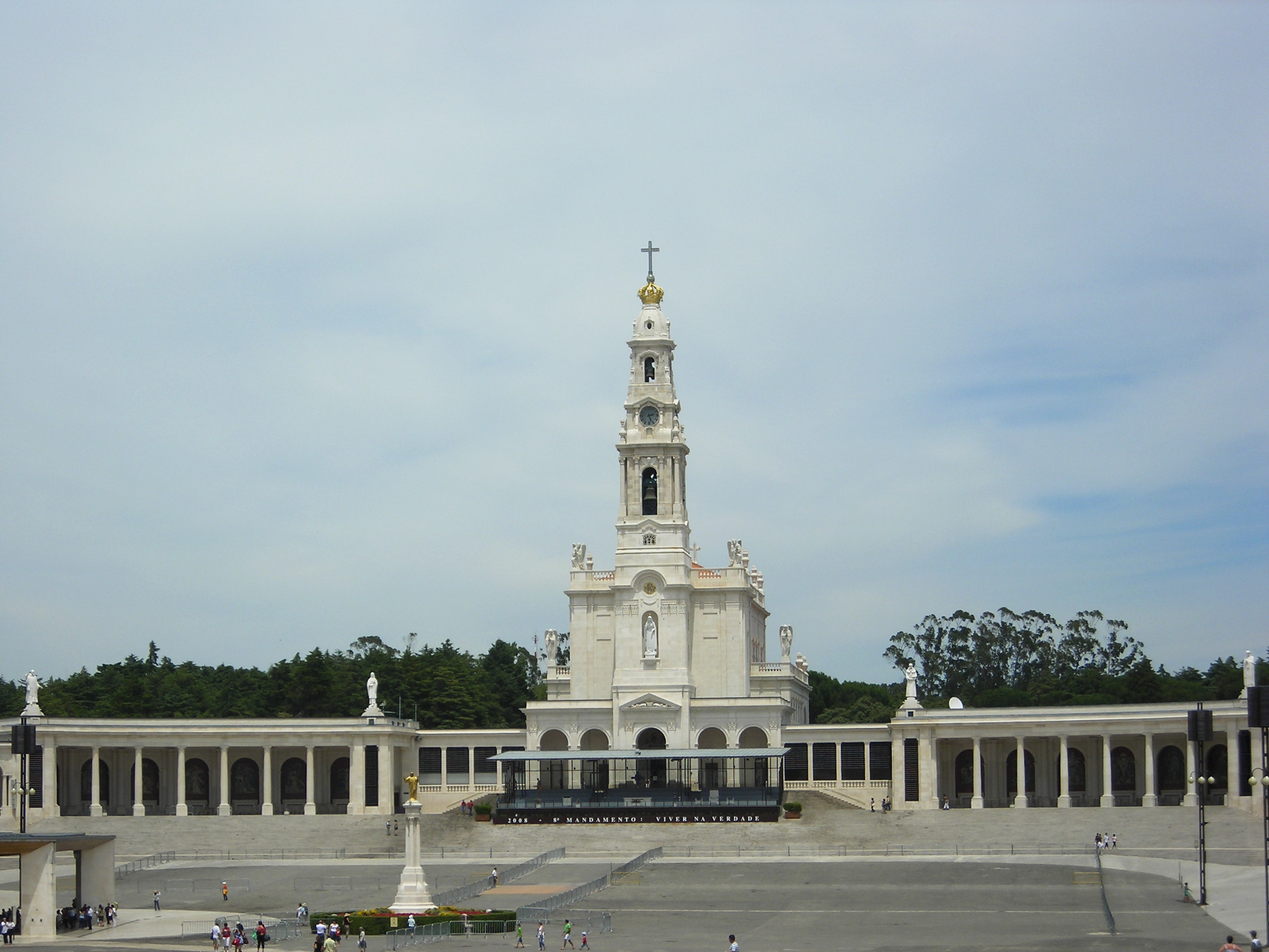
El Santuari de Fàtima és una dels llocs de pelegrinatge cristians més grans en el món.

Les aparicions marianes també són responsables de desenes de milions de pelegrinatges cristians a tot el món. El Santuari de Fàtima, a Cova da Iria, és un dels santuaris més visitats amb entre 6 i 8 milions de pelegrins l'any.
Amèrica Llatina compta amb diversos llocs de peregrinació, que han estat estudiats per antropòlegs, historiadors i erudits religiosos. A Mesoamèrica, s'han transformat en llocs de peregrinació cristiana alguns espais anteriors al l'arribada dels europeus. Un d'ells és el Turó del Tepeyac amb la Basílica de la Mare de Déu de Guadalupe fora de la Ciutat de Mèxic, on es va dir que hi havia hagut l'aparició de Nostra Senyora de Guadalupe.